# Zenaida Bonaparte
Zenaida Letícia Júlia Bonaparte (em francês:  Zénaïde Lætitia Julie Bonaparte; Paris, 8 de julho de 1801 – Nápoles, 8 de agosto de 1854) era filha de José Bonaparte e Júlia Clary. Ela acompanhou o seu pai para exílio na Nova Jérsia durante vários anos. Casou-se com seu primo Charles Lucien Bonaparte, um ornitólogo. Eles tiveram 12 filhos, entre os quais o Cardeal Lucien Louis Bonaparte.